# Schizochytrium
Schizochytrium è un genere di eucarioti monocellulari nella famiglia delle Thraustochytriaceae, che si trovano in habitat marini costieri. Essi sono assegnati agli eteroconti, un gruppo che comprende anche la kelp e varie altre microalghe.

## Ciclo vitale
Diverse fasi si verificano nel suo ciclo di vita. La forma alimentare ha un corpo rigido e arrotondato con estensioni cellulari utilizzate nell'alimentazione. Le cellule possono trasformarsi in cellule mobili flagellate con peli tripartiti tipici degli Stramenopiles. Le cellule possono anche crescere e dividersi per formare un gruppo di cellule che può diventare un sorus che produce zoospore biflagellate.

## Proprietà
Le microalghe del genere Schizochytrium sono una fonte significativa di acido docosaesaenoico (DHA), un acido grasso omega-3. Grazie alla loro elevata concentrazione di DHA- fino al 50% del contenuto lipidico- vengono utilizzate per la produzione di nutraceutici e principi attivi farmaceutici. Le fonti generalmente preferite di DHA sono il pesce e il krill, ma le microalghe sono emerse come fonte sostenibile ed ecologica di DHA. Infatti per estrarne il suo liquido, vengono utilizzate temperature e pressioni elevate che consentono di estrarre i composti bioattivi in tempi rapidi, evitandone l'ossidazione e il deterioramento in un processo che segue i principi della chimica verde.
L'olio di Schizochytrium contiene oltre al DHA, altri tre acidi grassi principali: acido miristico, acido palmitico e acido docosapentaenoico(DPA). Inoltre la microalga può produrre tracce di carotenoidi, tra cui β-carotene e astaxantina, tuttavia sono ancora in fase di ampliamento le sue potenziali applicazioni nell'industria alimentare e della cosmetica.

## Relazione con l'essere umano
Alcune specie di queste alghe producono grandi quantità dell'Omega-3 acido docosaesaenoico (DHA) e sono coltivate commercialmente per la produzione di questo olio per alimenti destinati ad animali, biomassa, biocarburanti e consumo umano diretto sotto forma di integratori e additivi.

## Sintesi del DHA dalloSchizochytrium
La sintesi di DHA dallo Schizochytrium non coinvolge desaturasi legate alla membrana o enzimi di allungamento degli acidi grassi come quelli descritti per altri eucarioti. Si pensa invece che la sintesi di DHA nello schizocitrium si manifesti attraverso una via di Polyketide sintasi (PKS), sebbene le strutture primarie dei synthhas di Polyketide non siano conformi a qualsiasi classe nota di proteine PKS. L'omologia tra i geni Shewanella e Schizochytrium PKS suggerisce che i geni coinvolti in questo percorso sono stati sottoposti a trasferimento genico laterale.